# Импотент (фильм)
«Импотент» — российская кинокомедия 1996 года студии «Новый Одеон». Режиссёр, сценарист и продюсер — Анатолий Эйрамджан.
В 1997 году на Ялтинском международном кинофестивале награждён премией «Золотая Деметра» как «самый весёлый из представленных фильмов». Один из самых известных фильмов Анатолия Эйрамджана и девяностых годов..

## Сюжет
Главный герой комедии Михаил, добрый и немного наивный человек, вместо празднования серебряной свадьбы, находясь в командировке в одной из стран Ближнего Востока, узнаёт от жены, что он ей больше не нужен и что она выходит замуж за местного шейха, который оставляет вместо неё свою сестру. Жена объясняет Мише, что она не может больше жить с ним, так как он — импотент.
Оставив бывшую жену в объятиях шейха, Миша возвращается домой в Москву, где после целого каскада событий встречает свою единственную и узнаёт, что с его здоровьем всё в порядке.

## В ролях
- Михаил Державин — Михаил Михалыч
- Михаил Кокшенов — сосед Леонид
- Александр Панкратов-Чёрный — Александр
- Марина Дюжева — Маша
- Татьяна Догилева — Вика
- Наталья Селезнёва — Татьяна, жена Михаила
- Лариса Удовиченко — Даша, жена Александра
- Любовь Полищук — «Скорая-Помощь»
- Роксана Бабаян — Халима, сестра шейха
- Ирина Шмелёва — Надя
- Карен Аванесян — шейх
- Иван Бортник — Сергей Ладыгин по прозвищу Сикилет
- Владимир Грамматиков — Виталий
- Георгий Мартиросян — Георгий